# Hypnodendron junghuhnii
Hypnodendron junghuhnii är en bladmossart som beskrevs av Georg Friedrich von Jaeger och Sauerbeck 1861. Hypnodendron junghuhnii ingår i släktet Hypnodendron och familjen Hypnodendraceae. Inga underarter finns listade i Catalogue of Life.